# Massacre de Goshe, Attagara, Agapalwa et Aganjara
Le massacre de Goshe, Attagara, Agapalwa et Aganjara a lieu pendant l'insurrection de Boko Haram. Le 3 juin 2014, les rebelles islamistes de Boko Haram attaquent et massacrent les habitants de quatre villages au nord-est du Nigeria.

## Prélude
L'attaque de Boko Haram contre ces quatre villages serait une mesure de représailles à l'encontre de populations hostiles au groupe armé islamiste. Le village de Goshe, majoritairement musulman, dispose d'une milice d'auto-défense pour s'opposer aux rebelles. Les villages d'Attagara, Agapalwa, et Aganjara, sont quant à eux majoritairement chrétiens et Attagara a déjà été la cible de plusieurs raids. Un premier combat a lieu le 25 mai dans ce dernier village, les habitants parviennent à repousser une attaque des islamistes qui perdent sept hommes. Attagara est de nouveau attaquée le dimanche 1er juin et ce jour-là des dizaines d'hommes armés gagnent à moto le temple protestant du village et tuent neuf personnes en ouvrant le feu sur les fidèles. Les habitants réagissent et se lancent à la poursuite des rebelles, quatre de ces derniers sont tués,.

## Déroulement
Le soir du 3 juin 2014, des hommes de Boko Haram vêtus d'uniformes militaires et transportés par des pick-up attaquent les villages de Goshe, Attagara, Agapalwa et Aganjara, situé dans l'État de Borno. Les quatre villages sont totalement détruits, les rebelles tuent, pillent et volent le bétail avant d'incendier les habitations. De nombreux villageois sont massacrés, seules les femmes et les enfants en bas âge sont épargnés, en revanche les hommes et les jeunes garçons qui ne sont pas tués prennent tous la fuite en direction du Cameroun,.
Selon le député Peter Biye, les hommes de Boko Haram prennent le contrôle de la zone : « Boko Haram a hissé son drapeau dans au moins sept villages de cette zone, dont ils disent avoir pris le contrôle ».
C'est à Attagara que le massacre aurait été le plus important. Vêtus d'uniformes militaires, les combattants de Boko Haram se font passer pour des soldats de l'armée régulière et rassemblent la population du village. Au signal, les rebelles massacrent tous les hommes adultes et les adolescents, seules les femmes et les jeunes enfants sont épargnés. Contacté par RFI, Peter Biye, député de la circonscription de Chibok, Gwoza et Damboa raconte :

« Les insurgés sont arrivés dans le village d'Attagara lundi à une heure de l'après-midi, en motos et en camionnette. Ils avaient des mitraillettes et portaient des uniformes de l'armée. Les villageois ont commencé à s'enfuir mais les insurgés les ont rappelés, ils leur ont dit qu'ils faisaient partie de l'armée et qu'ils n'avaient rien à craindre. Alors les villageois sont revenus. Les insurgés les ont encerclés, et ils se sont mis à tirer sur tout le monde.

Personne ne peut dire précisément combien de villageois ont été tués car il y a vraiment beaucoup de victimes. Tous les villageois ont été réunis en un même endroit et ont été exécutés. Ils n'ont pas tiré sur les femmes ni sur les enfants en bas âge, mais les enfants âgés de dix ans et plus ont été tués. Et les attaques se poursuivent. Ils brûlent les maisons et pillent. Cela dure depuis lundi. Je n'ai cessé d'alerter les autorités et les responsables militaires. Tous les survivants et les villageois des alentours se sont enfuis dans les montagnes Mandara. Les réfugiés me disent qu'il n'y a aucun soldat ; ils ne voient que les insurgés qui maîtrisent totalement la zone. »

## Bilan humain
Le 4 juin, Abba Goni, un habitant du village de Goshe déclare à l'AFP que son village, qui abritait 300 maisons et plusieurs mosquées, a été entièrement détruit et qu'au moins 100 personnes sont mortes, dont des miliciens civils ayant tenté de s'opposer aux assaillants.
Le 5 juin selon Associated Press, des témoins affirment que les massacres ont fait au moins 200 morts. Le même jour, des chefs locaux déclarent que 400 à 500 personnes ont été tuées lors des attaques. De son côté le député Peter Biye déclare le 5 juin : « C'est une tuerie considérable, mais personne ne peut donner de bilan parce que personne ne peut atteindre cet endroit où les insurgés se trouvent toujours, ils ont pris le contrôle de toute cette zone ».
Contacté par RFI, le sénateur de l'État de Borno sud, Mohammed Ndume, affirme le 5 juin qu'une centaine de victimes a déjà été enterrée. Le 9 juin, il déclare que les victimes ont été enfouies dans neuf villages de la région dont 42 à Attagara, 20 à Aganjara et 20 à Agapalwa. Il ajoute que « selon les témoignages de ceux qui ont fui, il y a d'autres cadavres dans la brousse environnante et dans la montagne ».
Le 9 juin, Lawan Abba Kaka et John Gulla, deux chefs d'Attagara, affirment qu'environ 110 personnes ont été enterrées après les massacres. De son côté, Asabe Vilita, un responsable du district de Gwoza, déclare que l'attaque a provoqué la fuite de 1 290 personnes, dont plusieurs ont trouvé refuge à Maiduguri.